# Godło Niemieckiej Republiki Demokratycznej

Godło Niemieckiej Republiki Demokratycznej
(26 września 1955 – 31 maja 1990)

Godło Niemieckiej Republiki Demokratycznej – jeden z symboli państwowych Niemieckiej Republiki Demokratycznej.

## Historia i symbolika
Jako godło państwa tzw. „demokracji ludowej” posiadało symbolikę socjalistyczną. Młot symbolizuje robotników, cyrkiel – naukowców i inteligencję, a kłosy – chłopów. Wstęga jest w barwach, które przyjęły obie niemieckie republiki po II wojnie światowej.
Ostateczna wersja godła została przyjęta 26 września 1955, a 1 października 1959 godło umieszczone zostało w centrum flagi NRD. 31 maja 1990 decyzją wybranego po raz pierwszy w wolnych wyborach parlamentu NRD zaprzestano jego używania.

## Galeria

I godło NRD (12 stycznia 1950 – 28 maja 1953)
II godło NRD (28 maja 1953 – 26 września 1955)